# Aysén
Región de Aysén del General Carlos Ibáñez del Campo, nazywany również skrótowo Región de Aysén lub Region XI – jeden z 16 regionów administracyjnych Chile, położony w południowej części kraju. Ośrodkiem administracyjnym regionu jest miasto Coyhaique.
Prowincje regionu:
- Aysén
- Capitán Prat
- Coihaique
- General Carrera.